# Walter Müller (Mediziner, 1901)
Walter Müller (* 11. Juli 1901 in Heilbronn; † 27. Juni 1933 in Fellbach) war ein deutscher Röntgenologe, Nationalsozialist und SS-Mitglied. Nach dem Bekanntwerden seiner „jüdischen Abstammung“ beging er Suizid.

## Leben
Walter Müller war der uneheliche Sohn der Berta (oder Bertha) Müller. Seine Mutter arbeitete bei dem jüdischen Geschäftsmann und Gutsbesitzer Hermann Dreifus. Sein Vater ist nicht zweifelsfrei identifizierbar, da die Mutter den Namen des leiblichen Vaters verschwieg.
1913 wurde der zwölfjährige Müller, aus bis dato ungeklärten Gründen, von seiner Großtante Maria Müller aus Stuttgart und deren Ehemann adoptiert. Hier verbrachte er anschließend seine Kindheit und Jugend und absolvierte das Realgymnasium in Stuttgart. Sein anschließendes Medizinstudium beendete er 1925 mit Staatsexamen und Promotion zum Doktor der Medizin (Dr. med.). Nachdem im gleichen Jahr seine Adoptiveltern gestorben waren, trat der Gutsbesitzer Dreifus als Müllers neuer Vormund auf.
1929 wurde er als Klinikarzt in Waiblingen tätig und leitete bald darauf dort die Innere Abteilung als Oberarzt. Müller schloss sich zunächst der NSDAP und der SA an. Danach wechselte er zur SS, wo er von 1930 bis 1932 dem Waiblinger SS-Sturm angehörte und als SS-Sturmarzt tätig war. Müller wird als fanatischer Nationalsozialist beschrieben, der an der Ideologie einer Herrenrasse Begeisterung fand. Es wird berichtet, er habe noch vor seinem Suizid seinen jüdischen Kollegen Dr. Moschwa Aisik Friedmann bei der Gestapo denunziert. Er heiratete die Ärztin Marianne Minges, Ruppert oder Huppert (1905–1987).
Obwohl seine Mutter noch lebte, gab Müller zu Lebzeiten seine Adoptiveltern als leibliche Eltern aus. Dies brachte ihn im Mai 1933 in Schwierigkeiten. Es kam zu einer Anzeige gegen Müller, nachdem das Landratsamt mit dem Verdacht auf Identitätsfälschung gegen ihn ermittelt hatte. Seine Herkunftsangaben stellten sich als falsch heraus und die Jüdische Gemeinde Stuttgart bestätigte die jüdische Konfession von Hermann Dreifus, der bereits 1930 ohne Müllers Wissen eidesstattlich versichert hatte, dessen Vater zu sein. Am 27. Juni 1933 wurde Müller über seine jüdische Abstammung in Kenntnis gesetzt. 
Er wurde aufgrund des „Arierparagraphen“ im Gesetz zur Wiederherstellung des Berufsbeamtentums von der Klinik suspendiert. Walter Müller nahm sich noch am gleichen Abend das Leben. Bereits einen Tag später wurde sein Leichnam geborgen und in einer pompösen Gedenkfeier in Anwesenheit ahnungsloser Partei- und SS-Mitglieder beigesetzt. Seine Frau verließ anschließend Waiblingen und zog nach Wuppertal um, wo sie fortan ihre Arbeit weiterführte. Nach ihrem Tod im Jahr 1987 wurde ihr Leichnam im Doppelgrab in Waiblingen beigesetzt.

## Kontroverse um das Gedenken
Müller ist zusammen mit seiner verstorbenen Frau in Waiblingen begraben. Das Grab hätte laut Friedhofsordnung im Jahr 2000 geräumt werden müssen, wurde jedoch auf Betreiben des Waiblinger Kulturteams, dem sowohl der Oberbürgermeister wie auch der Stadthistoriker angehörten, zunächst weiter gepflegt. Im Rahmen der Diskussion um das Setzen eines so genannten Stolpersteins zum Gedenken an Müllers Tod wurde diese Grabpflege kritisch diskutiert. Dabei befürworteten Geschichtslehrer und Historiker die Beibehaltung der Grabstätte. Nach einem Beschluss des Stadtrates wurde das Grab 2008 entgegen dem Ausgang eines Bürgervotums (an dem 221 Bürger teilnahmen) abgeräumt. Im Jahr 2014 soll das Gedenken an Walter Müller Bestandteil einer eigenen thematischen Abteilung im renovierten Stadtmuseum Waiblingens werden.